# Cycas basaltica
Cycas basaltica är en kärlväxtart som beskrevs av Charles Austin Gardner. Cycas basaltica ingår i släktet Cycas, och familjen Cycadaceae. IUCN kategoriserar arten globalt som livskraftig. Inga underarter finns listade i Catalogue of Life.